# لیبرتی (کارولینای جنوبی)
لیبرتی(به انگلیسی: Liberty) شهری در ایالت کارولینای جنوبی کشور ایالات متحده آمریکا است که جمعیت آن در سرشماری سال ۲۰۱۰ میلادی، ۳٬۲۶۹ نفر بوده‌است.